# Дімтіген
Дімтіген (нім. Diemtigen) — громада  в Швейцарії в кантоні Берн, адміністративний округ Фрутіген-Нідерзімменталь.

## Географія
Громада розташована на відстані близько 35 км на південь від Берна.
Дімтіген має площу 129,9 км², з яких на 1,7% дозволяється будівництво (житлове та будівництво доріг), 48% використовуються в сільськогосподарських цілях, 30,4% зайнято лісами, 19,9% не є продуктивними (річки, льодовики або гори).

## Демографія
2019 року в громаді мешкало 2259 осіб (+4,9% порівняно з 2010 роком), іноземців було 4,1%. Густота населення становила 17 осіб/км².
За віковим діапазоном населення розподілялося таким чином: 19,9% — особи молодші 20 років, 59% — особи у віці 20—64 років, 21,2% — особи у віці 65 років та старші. Було 988 помешкань (у середньому 2,2 особи в помешканні).
Із загальної кількості 1356 працюючих 311 був зайнятий в первинному секторі, 517 — в обробній промисловості, 528 — в галузі послуг.